# Wiszniówka (sielsowiet Krupica)
Wiszniówka (biał. Вішнёўка, ros. Вишнёвка) – wieś na Białorusi, w obwodzie mińskim, w rejonie mińskim, w sielsowiecie Krupica.
Dawniej zaścianek, uroczysko i własność ziemska. W czasach Rzeczypospolitej ziemie te leżały w województwie mińskim. Odpadły od Polski w wyniku II rozbioru. W granicach Rosji wieś należała do ujezdu mińskiego w guberni mińskiej. Ponownie pod polską administracją w latach 1919–1920 w okręgu mińskim Zarządu Cywilnego Ziem Wschodnich. W latach 1932–1938 w Polskim Rejonie Narodowym im. Feliksa Dzierżyńskiego.